# 沃克鎮區 (密蘇里州莫尼托縣)
沃克鎮區（英語：Walker Township）是位於美國密蘇里州莫尼托縣的一個行政鎮區。

## 地方資料
沃克鎮區的面積為278.58平方千米，當中陸地面積為276.62平方千米，而水域面積為1.96平方千米。根據2020年美國人口普查的數據，當地共有人口7255人，而人口密度為每平方千米26.04人。